# Nordvest FC
A Nordvest FC, teljes nevén Nordvest Fodbold Club egy megszűnt dán labdarúgócsapat. A klubot 2008-ban alapították, székhelye Holbæk városa volt. A klub 2014-ben szűnt meg.

## Jelenlegi keret
2009. július 15. szerint.
| #  |     | Poszt | Név                  |
| -- | --- | ----- | -------------------- |
| 7  | DNK | K     | Lasse Sømmergaard    |
| 21 | DNK | K     | Mads-Kristian Olsen  |
| 3  | DNK | V     | Morten Hamm          |
| 4  | DNK | V     | Niklas Jørgensen     |
| 6  | DNK | V     | Mads Bøjesen         |
| 11 | DNK | V     | Erdogan Aslan        |
| 14 | DNK | V     | Birol Serinkanli     |
| 16 | DNK | V     | Fazil Keskin         |
| 18 | DNK | V     | Simon Broskov Jensen |
| 19 | DNK | V     | Mathias Lysgaard     |

| #  |     | Poszt | Név                               |
| -- | --- | ----- | --------------------------------- |
| 2  | DNK | KP    | Thomas Høy                        |
| 8  | DNK | KP    | Ersun Aslan                       |
| 9  | DNK | KP    | Emil Hülz                         |
| 15 | DNK | KP    | Fead Rama                         |
| 23 | DNK | KP    | Stefan Håkansson (Csapatkapitány) |
| 24 | DNK | KP    | Kristian Lassen                   |
| 17 | DNK | KP    | Rasmus Lundberg                   |
| 20 | DNK | KP    | Nikolaj Lund                      |
| 10 | DNK | CS    | Mads Lundsteen                    |
| 22 | DNK | CS    | Lasse Qvist                       |
| 25 | DNK | CS    | Kaan Metin                        |